# Полтора десятка
Полтора десятка (англ. Fifteen; в Канаде известен «Хиллсайд» (англ. Hillside)) — канадский подростково-комедийный телесериал транслировавшийся на телеканале YTV в Канаде и на телеканале Nickelodeon. Премьера телесериала состоялась 3 февраля 1991 года, а показ последнего эпизода состоялся 25 апреля 1993 года.

## Сюжет
Телесериал рассказывает о учениках средней школы «Хиллсайд».

## В ролях
- Лора Харрис в роли Эшли Фрейзер
- Тодд Тэлбот[англ.] в роли Мэтта Уолкера
- Райан Рейнольдс в роли Билли Симпсона
- Крис Уильям Мартин в роли Дилана Блэкуэлл
- Робин Росс в роли Брук Морган
- Сара Дуглас в роли Кортни Симпсон
- Кен Энджел в роли Джейка Деосдейда
- Энука Окума в роли Келли
- Арсеман Йоханнес в роли Арсемана Харелла

## Эпизоды
| Сезон | Серии | Серии | Даты показа    | Даты показа     |
| Сезон | Серии | Серии | Первая серия   | Последняя серия |
| ----- | ----- | ----- | -------------- | --------------- |
| 1     | 13    | 13    | 3 февраля 1991 | 28 апреля 1991  |
| 2     | 13    | 13    | 4 августа 1991 | 27 октября 1991 |
| 3     | 13    | 13    | 2 февраля 1992 | 26 апреля 1992  |
| 4     | 26    | 26    | 1 ноября 1992  | 25 апреля 1994  |

## Награды и номинации
| Год  | Премия                 | Категория                                                          | Результат | Номинант           | Примечания |
| ---- | ---------------------- | ------------------------------------------------------------------ | --------- | ------------------ | ---------- |
| 1993 | Премия «Молодой актёр» | Лучший молодой актер, сыгравший главную роль в кабельном сериале   | Номинация | Райан Рейнольдс    | [ 3 ]      |
| 1993 | Премия «Молодой актёр» | Лучший молодой актер в главной роли в кабельном сериале            | Номинация | Крис Уильям Мартин | [ 3 ]      |
| 1993 | Премия «Молодой актёр» | Лучшая молодая актриса, сыгравшая главную роль в кабельном сериале | Номинация | Арсеман Йоханнес   | [ 3 ]      |
| 1993 | Премия «Молодой актёр» | Лучшая молодая актриса в главной роли в кабельном сериале          | Номинация | Лора Харрис        | [ 3 ]      |
| 1993 | Премия «Молодой актёр» | Лучшая молодая актриса в главной роли в кабельном сериале          | Номинация | Робин Росс         | [ 3 ]      |